# Guam National Football Stadium
Das Guam National Football Stadium war ein Fußballstadion in Hagåtña, Hauptstadt der Insel Guam der Inselgruppe Marianen. Seit dem Bau des Guam Football Association National Training Center wird das Gelände für Greyhoundrennen und öffentliche Veranstaltungen genutzt. Die Anlage bot 1000 Zuschauern Platz. Es war bis zum Bau des GFA National Training Centers die Heimspielstätte der guamischen Fußballnationalmannschaft.